# Phares dans le brouillard
Pour plus de détails, voir Fiche technique et Distribution.
Phares dans le brouillard (titre original : Fari nella nebbia) est un film italien réalisé par Gianni Franciolini, sorti en 1942.

## Synopsis
Un conducteur routier entre en conflit avec son épouse, rencontre une fille dans un bar et commet un adultère. L'épouse de celui-ci le quitte et le trompe à son tour. Le monde des camionneurs sert de toile de fond à un sombre mélodrame.

## Fiche technique
- Titre du film : Phares dans le brouillard
- Titre original : Fari nella nebbia
- Réalisation : Gianni Franciolini
- Scénario : Edoardo Anton, Corrado Alvaro, Giuseppe Zucca, d'après une histoire de Alberto Pozzetti, Rinaldo Del Fabbro et Oreste Gasperini
- Photographie : Aldo Tonti - Noir et blanc
- Musique : Enzo Masetti
- Montage : Mario Serandrei
- Décors : Gastone Medin
- Production : Vincenzo Genesi pour Fauno Film
- Pays de production :  Royaume d'Italie
- Durée : 79 minutes
- Date de sortie : 15 février 1942
- Affiche : Pierre Segogne (France)

## Distribution
- Fosco Giachetti : Cesare
- Mariella Lotti : Anna
- Luisa Ferida : Piera
- Lia Orlandini : Evelina
- Antonio Centa : Carlo Brillantina
- Dhia Cristiani : Gemma
- Mario Siletti : Gianni

## Autour du film
- En 1942, alors que Luchino Visconti tournait dans la plaine du Pô, Les Amants diaboliques (Ossessione), sortait sur les écrans italiens Phares dans le brouillard, un film étrangement proche par son atmosphère et par les milieux sociaux décrits. Giuseppe De Santis, alors critique de cinéma et compagnon de route du réalisateur milanais, écrivait au sujet du film de Gianni Franciolini : « […] Le monde des ouvriers est saisi ici dans ses habitudes quotidiennes les plus débonnaires. Et, certes, cela ne nous déplaît pas, mais nous aimerions, peut-être, une souffrance un peu plus spécifique. Un tel milieu est encore à découvrir dans notre pays, et nous souhaitons qu'à ces Fari nella nebbia puissent suivre d'autres exemples[1]. »